# Scorpionul (constelație)
Scorpionul (pe latinește, Scorpio) este o constelație zodiacală aflată pe ecliptică. Simbolul constelației încă din vechime este  (unicode ♏).

## Descriere și localizare

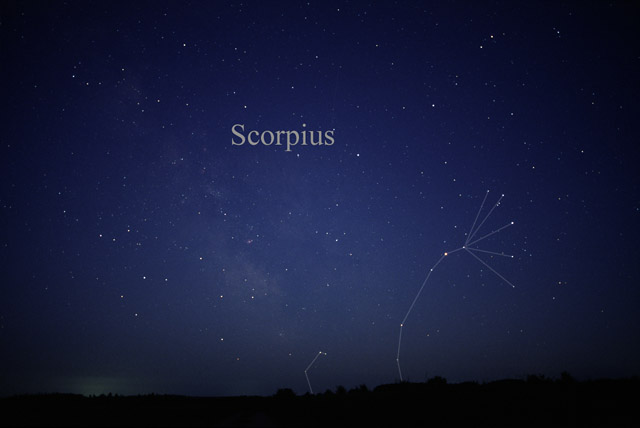
Constelația Scorpionului

Se găsește între constelațiile Balanței la vest și Săgetătorului la est. Este mare comparată cu alte constelații, putând fi observată în emisfera sudică (și până în zona climei temperate din emisfera nordică), lângă Calea Lactee, ce conferă o imagine spectaculoasă cerului.

## Mitologie
În mitologia greacă, miturile asociate acestei constelații, conțin în mod invariabil o referire la Orion (mitologie). Conform unuia dintre mituri, Orion (mitologie) s-a lăudat zeiței Artemis și mamei sale, Leto, (în alt mit, nu celor două, ci lui Geea) spunând că avea de gând să ucidă fiecare animal de pe pământ. Deși Artemis era ea însăși o vânătoreasă, oferea protecție fiecărui animal de pe Pământ (mitologie). Cele două (sau Geea) au trimis scorpionul ca să-l ucidă pe Orion (mitologie), iar acesta din urmă a murit. Totuși, confruntarea a fost atât de masivă încât i-a atras atenția lui Zeus, care l-a ridicat pe scorpion la ceruri, făcându-l constelație, dar și pe Orion (mitologie), la insistențele lui Artemis, ca să amintească muritorilor să-și înfrâneze mândria.
Există încă o variantă a poveștii, în care Orion era mai bun decât Artemis, dar că a spus că nu era. De aceea, Artemis s-a îndrăgostit de acesta. Zeul Apollo (mitologie), fratele geamăn al lui Artemis, s-a mâniat la aflarea poveștii de dragoste dintre cei doi și a trimis scorpionul ca să-l ucidă pe Orion (mitologie). După ce Orion (mitologie) a fost ucis, Artemis l-a rugat pe Zeus să-l pună pe acesta în cer. Astfel, în fiecare iarnă Orion (constelație) "vânează" pe cer, pentru ca vara să fugă atunci când apare constelația Scorpionului. 
În altă poveste, Apollo (mitologie) s-a luptat cu Orion (mitologie) și l-a aruncat în mare. Apoi a rugat-o pe sora lui, Artemis, care nu știa că era într-adevăr Orion (mitologie), să tragă cu arcul în mogâldeața din mare. Aceasta l-a rănit mortal, apoi a făcut ca Orion (mitologie) să rămână în ceruri, cu scorpionul la picioarele sale.
Într-o alt mit, Faeton (fiul muritor al zeului Helios), i-a cerut tatălui său să conducă Carul Soarelui pentru o zi. Helios jurase la râul Styx că avea să-i ofere fiului său tot ce-și dorea. Helios nu a reușit să schimbe decizia fiului său. Faeton s-a speriat și a pierdut controlul carului. Prima dată, Faeton a zburat mult prea sus și pământul a înghețat. S-a întâlnit în ceruri cu Scorpionul, al cărui ac era gata de atac. Speriat, Faeton a tras carul mult prea aproape de Pământ (mitologie), făcând vegetația să ardă. Conform mitului, greșeala lui Faeton a pustiit Sahara și a înnegrit pielea etiopienilor. În cele din urmă, Zeus l-a doborât pe Faeton cu un fulger, ca să pună capăt prăpădului, iar acesta a căzut în râul Eridanos.

## Obiecte cerești
În constelația scorpionului se găsesc multe stele strălucitoare, printre care Alpha Scorpii (sau Antares).
- NGC 6302
- NGC 6334

Coordonate:  16h 53m 15s, −30° 44′ 12″
1. ↑  Duncan, Jonathan (1830). The Religions of Profane Antiquity; Their Mythology, Fables, Hieroglyphics and Doctrines. Founded on Astronomical Principles. Biblioteca Marii Britanii. p. 37.
2. ↑  Duncan, Jonathan (1830). The Religions of Profane Antiquity; Their Mythology, Fables, Hieroglyphics and Doctrines. Founded on Astronomical Principles. Joseph Rickerby, Sherbourn Lane, King William Street. p. 121-122.
3. ↑  Daly, N. Kathleen (2004). Greek and Roman Mythology A to Z. Facts on File, Inc. p. 96.